# سیارک ۱۱۳۶۱
سیارک ۱۱۳۶۱ (به انگلیسی: 11361 Orbinskij، نامگذاری:1998DD36) یازده هزار و سیصد و شصت و یکمین سیارک کشف شده‌است که در ۲۸ فوریه ۱۹۹۸ کشف شد.
قدر مطلق سیارک برابر ۲۱.۴ است.